# 피터 그리너웨이

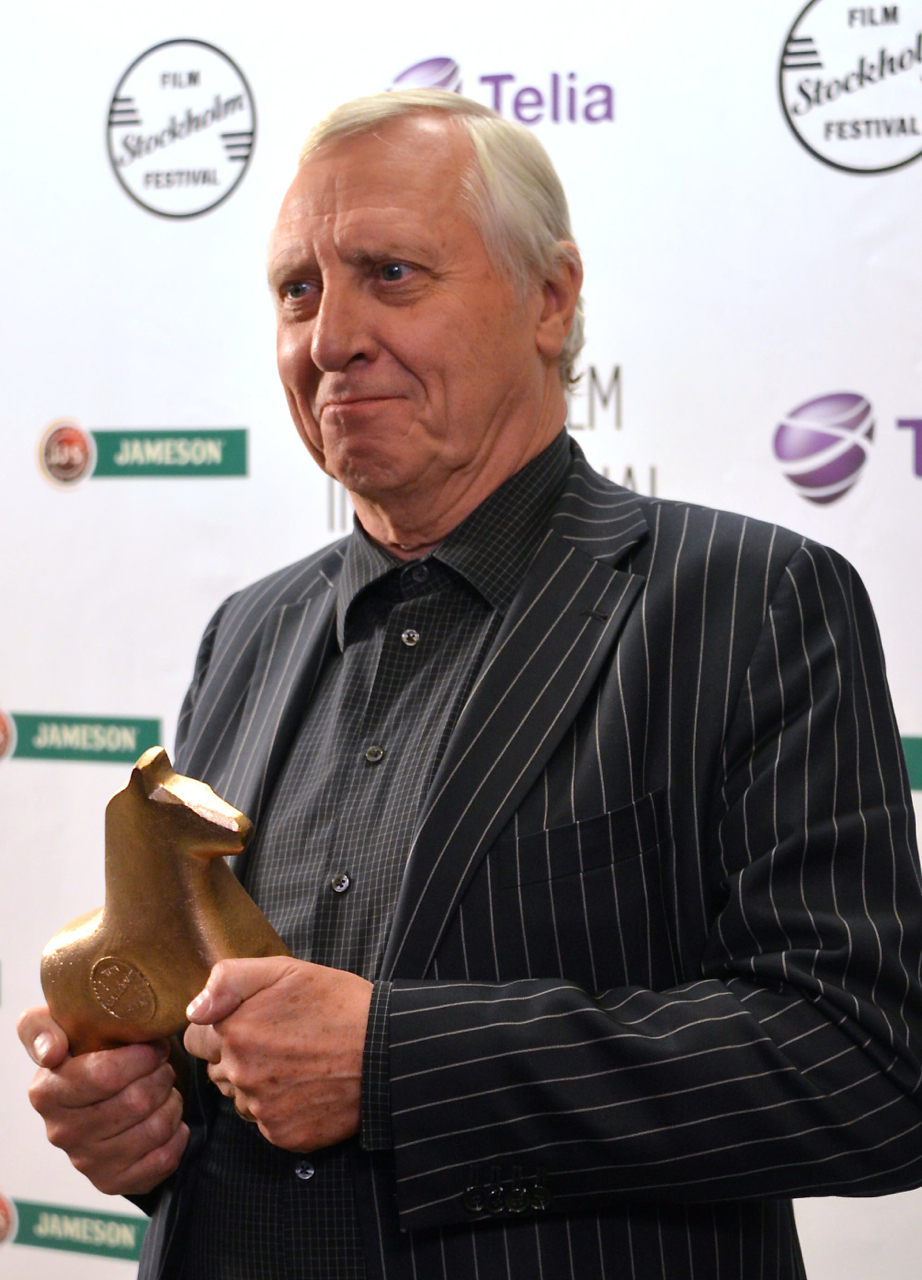
피터 그리너웨이 (2013년)

피터 그리너웨이(Peter Greenaway, CBE, 1942년 4월 5일 ~ )는 영국의 영화 감독, 각본가이다.

## 서훈
- 2007년 대영 제국 훈장 3등급(CBE) 수훈[1]